# Ostrowskia
- Commons
- Wikispecies

Ostrowskia é um gênero botânico pertencente à família Campanulaceae.
1. ↑  «Ostrowskia — World Flora Online». www.worldfloraonline.org. Consultado em 19 de agosto de 2020